# Trialeurodes magnoliae
Trialeurodes magnoliae là một loài côn trùng cánh nửa trong họ Aleyrodidae, phân họ Aleyrodinae.
Trialeurodes magnoliae được Russell miêu tả khoa học đầu tiên năm 1948.